# Montberon
Montberon település Franciaországban, Haute-Garonne megyében. Lakosainak száma 3121 fő (2022. január 1.). Montberon Villariès, Bazus, Labastide-Saint-Sernin, Lapeyrouse-Fossat, Pechbonnieu és Saint-Loup-Cammas községekkel határos.

## Népesség
A település népességének változása:
| Lakosok száma | 537  | 1053 | 1485 | 2667 | 2831 | 2898 | 2925 | 3088 | 3099 | 3121 |
|               | 1968 | 1982 | 1990 | 2006 | 2013 | 2015 | 2017 | 2019 | 2020 | 2022 |